# Lamyctes robustus
Lamyctes robustus är en mångfotingart som beskrevs av Lawrence 1955. Lamyctes robustus ingår i släktet Lamyctes och familjen fåögonkrypare.
Artens utbredningsområde är:
- Lesotho.
- Namibia.
- Zimbabwe.

Inga underarter finns listade i Catalogue of Life.